# الذروة المناخية للهولوسيني

الذروة المناخية للهولوسيني (بالإنجليزية: Holocene climatic optimum، اختصارًا بـ HCO) كانت فترة دافئة خلال ما يقرب من 9,000 إلى 5,000 سنة الفاصلة ق.ح، وبأقصى حرارة في حوالي 8,000 سنة ق.ح.
وأعقب هذه الفترة الدافئة تراجع تدريجي حتى حوالي ألفي سنة مضت. تألف حدث الهولوسين المناخي الحار من زيادات تصل إلى 4 °C بالقرب من القطب الشمالي. شهد شمال غرب أوروبا الاحترار، ولكن كان هناك تبريد في جنوب أوروبا. يبدو أن متوسط تغير درجة الحرارة قد انخفض بسرعة مع خط العرض، وبالتالي لا يتم الإبلاغ عن أي تغيير في متوسط درجة الحرارة عند خطوط العرض المنخفضة والمتوسطة. تميل الشعاب الاستوائية إلى إظهار زيادات في درجة الحرارة أقل من 1 °C؛ كان سطح المحيط الاستوائي في الحاجز المرجاني العظيم منذ حوالي 5350 سنة 1   درجة مئوية أكثر دفئًا وإثراء في 18 درجة مئوية بمقدار 0.5 لكل مليون بالنسبة لمياه البحر الحديثة. من حيث المتوسط العالمي، ربما كانت درجات الحرارة أكثر دفئًا من الآن (اعتمادًا على تقديرات الاعتماد على خط العرض والموسمية في أنماط الاستجابة). بينما كانت درجات الحرارة في النصف الشمالي من الكرة الأرضية أدفأ من المتوسط خلال الصيف، كانت المناطق المدارية وأجزاء من نصف الكرة الجنوبي أكثر برودة من المتوسط.